# Fiori Gigliotti
Fiori Gigliotti (Barra Bonita, 27 de setembro de 1928 — São Paulo, 8 de junho de 2006) foi um radialista e locutor esportivo brasileiro.

## Vida e carreira
Nascido no interior de São Paulo, filho dos imigrantes italianos Angelo Gigliotti e Maria Rosaria Palmisano, aos quatro anos de idade sua família transfere-se para a cidade de Lins, a 180 km do seu município natal.
Em sua longa carreira, Fiori Gigliotti narrou partidas de dez Copas do Mundo de Futebol, mas sempre dizia que o maior jogo ao qual assistiu foi o disputado entre Santos e Benfica, na final da Copa Intercontinental de 1962. Em declaração recente, contou um entrevero que teve com o então técnico da Seleção Brasileira de Futebol, Telê Santana, na Copa do Mundo de 1982. Fiori teria cobrado o treinador pelo fato de ele estar fazendo muitas concessões aos jogadores, com muitas saídas com a família e pouco treino. Telê teria respondido que o locutor já estava velho.
Fiori celebrizou frases como: "Abrem-se as cortinas e começa o espetáculo", "E o tempo passa…,torcida brasileira" (quando uma equipe precisava fazer um gol), "Tenta passar, mas não passa!", "Aguenta coração!", "Crepúsculo de jogo", "É fogo" (antes do grito de gol) "Agora não adianta chorar" (logo após narrar um gol), "Torcida brasileira", "Uma Beleeeeza de Gol!", "Um beijo no seu coração" e "Fecham-se as cortinas e termina o jogo".

## Prêmios e honras
Recebeu mais de duzentos títulos de cidadão honorário, principalmente pelo interior de São Paulo. Trabalhou como locutor desde 1947 nas rádios: Rádio Clube de Lins (São Paulo), Rádio Cultura de Araçatuba (São Paulo), Rádio Bandeirantes, Rádio Panamericana (atual Jovem Pan), Rádio Tupi e Rádio Record. Seu último trabalho era como comentarista na Rádio Capital de São Paulo.
Em 2002, recebeu o Troféu Ford ACEESP na categoria "Conjunto da Obra".
No fim de 2005 recebeu a "Medalha da Ordem Nacional do Mérito Futebolístico" da Federação Paulista de Futebol, ocasião em que disse: "Eu confesso que hoje vivo um momento de muita emoção. É daqueles momentos de rara felicidade que nos fazem ter alegria de viver".
Deu entrada no Hospital Alvorada com problemas de úlcera e próstata e veio a falecer na madrugada de 8 de junho de 2006, vitima de falência múltipla de órgãos, sendo sepultado no dia seguinte no Cemitério do Morumbi.
Ele escolheu a véspera de uma Copa do Mundo para dizer adeus ao futebol, ao rádio e aos milhares de torcedores que se acostumaram a ouvir suas transmissões sempre carregadas de emoção. Fiori Gigliotti era torcedor do Palmeiras e fã ardoroso do santista Pelé.
Na transmissão da Rede Globo da partida inaugural da Copa do Mundo de 2006, Alemanha vs. Costa Rica, um dia após a sua morte, o "mestre Fiori" recebeu homenagem de Galvão Bueno, que iniciou a narração com a inesquecível frase do grande Fiori: "Abrem-se as cortinas e começa o espetáculo".
Em 2015, foi eleito no livro Os Mestres do Espetáculo como um dos maiores narradores esportivos da história do rádio brasileiro, sendo ele a inspiração do livro.

Em 2019, foi lançada sua biografia autorizada chamada "Fiori Gigliotti – O Locutor da Torcida Brasileira", escrita por Mauro Beting e Paulo Rogério, com prefácio de Milton Neves.